# GP Laguna
GP Laguna er et endagsløb i cykling for mænd, som finder sted i Kroatien og kategoriseres af UCI som 1.2 og er en del af UCI Europe Tour.

## Vindere
| År   | Vinder          | Toer            | Treer            |
| ---- | --------------- | --------------- | ---------------- |
| 2015 | Michael Gogl    | Seid Lizde      | Simone Petilli   |
| 2016 | Filippo Ganna   | David Per       | Domen Novak      |
| 2017 | Andrea Toniatti | Paolo Totò      | Stephan Rabitsch |
| 2018 | Paolo Totò      | Lukas Schlemmer | Andrea Toniatti  |